# Phyllophaga hirtiventris
Phyllophaga hirtiventris är en skalbaggsart som beskrevs av Horn 1887. Phyllophaga hirtiventris ingår i släktet Phyllophaga och familjen Melolonthidae. Inga underarter finns listade i Catalogue of Life.